# Parapalystes
Parapalystes là một chi nhện trong họ Sparassidae.